# 巯基丙酮酸
巯基丙酮酸（英語：Mercaptopyruvic acid，或称为3-巯基丙酮酸或β-巯基丙酮酸）是结构式为HSCH2C(O)CO2H的有机化合物，是半胱氨酸代谢的中间产物。有尝试将其用于治疗氰化物中毒，但其在生物体内的半衰期非常短，难以起到临床效益。而一些前体药物，如2,5-二羟基-1,4-二硫杂环己烷-2,5-二甲酸有更好的生物半衰期。